# NGC 5548
NGC 5548 é uma galáxia espiral (S0-a) localizada na direcção da constelação de Boötes. Possui uma declinação de +25° 08' 12" e uma ascensão recta de 14 horas, 17 minutos e 59,4 segundos.
A galáxia NGC 5548 foi descoberta em 19 de Maio de 1784 por William Herschel.